# Ọ
Cette page contient des caractères spéciaux ou non latins. S’ils s’affichent mal (▯, ?, etc.), consultez la page d’aide Unicode.
Ọ, ou O point souscrit, est un graphème utilisé dans l'alphabet pan-nigérian, notamment pour l'abua, le gokana, l’édo, l’efik, l’ekpeye, l’ibibio, l’igala, l’igbo, l’isoko, itsekiri, le lokaa, l’urhobo et le yoruba. Il est aussi utilisé en vietnamien. Il s'agit de la lettre O diacritée d'un point souscrit.

## Utilisation

### Igbo
En igbo, le Ọ représente le son /ɔ/. Il peut être combiné avec un accent indiquant un ton, par exemple : ọ́, ọ̀.

### Vietnamien
En vietnamien le Ọ représente le son /ɔ/ avec le ton descendant glottalisé /ɔ˧˨ˀ/.

## Représentations informatiques
Le O point souscrit peut être représenté avec les caractères Unicode suivants :
- précomposé (latin étendu additionnel)[1] :

| formes    | représentations | chaînes de caractères | points de code | descriptions                             |
| --------- | --------------- | --------------------- | -------------- | ---------------------------------------- |
| capitale  | Ọ               | Ọ                     | U+1ECC         | lettre majuscule latine o point souscrit |
| minuscule | ọ               | ọ                     | U+1ECD         | lettre minuscule latine o point souscrit |

- décomposé (latin de base, diacritiques) :

| formes    | représentations | chaînes de caractères | points de code | descriptions                                         |
| --------- | --------------- | --------------------- | -------------- | ---------------------------------------------------- |
| capitale  | Ọ               | O◌̣                    | U+004F U+0323  | lettre majuscule latine o diacritique point souscrit |
| minuscule | ọ               | o◌̣                    | U+006F U+0323  | lettre minuscule latine o diacritique point souscrit |